# Girinagar, Parasgad
Girinagar là một làng thuộc tehsil Parasgad, huyện Belgaum, bang Karnataka, Ấn Độ.